# Phymanthus buitendijki
Phymanthus buitendijki is een zeeanemonensoort uit de familie Phymanthidae.
Phymanthus buitendijki is voor het eerst wetenschappelijk beschreven door Pax in 1924.